# Lymeon moratus
Lymeon moratus är en stekelart som först beskrevs av Cresson 1874.  Lymeon moratus ingår i släktet Lymeon och familjen brokparasitsteklar. Inga underarter finns listade i Catalogue of Life.